# کواسکوویتسه
کواسکوویتسه (به چکی: Kváskovice) یک منطقهٔ مسکونی در جمهوری چک است که در ناحیه ستراکونیتسه واقع شده‌است. کواسکوویتسه ۳٫۲۸ کیلومتر مربع مساحت و ۱۰۸ نفر جمعیت دارد و ۴۸۳ متر بالاتر از سطح دریا واقع شده‌است.